# Diomede Grammatico
Diomede Grammatico (in latino Diomedes Grammaticus; Impero romano d'Oriente, ... – ...; fl. fine IV secolo) è stato un grammatico romano.

## Biografia
Visse alla fine del IV secolo; sulla sua vita non si ha alcuna notizia, ad eccezione di quanto è stato ricavato dall'opera di cui fu autore, i De Oratione et Partibus Orationis et Vario Genere Metrorum libri III o Ars grammatica, dedicata ad un certo Atanasio e giunta ad oggi completa.
Contemporaneo di Elio Donato e Flavio Sosipatro Carisio, realizzò la sua opera sicuramente prima del 500, quando Prisciano portò a compimento la sua Institutio de arte grammatica, in cui è più volte citata l'opera di Diomede.

## Ars grammatica
La sua Ars grammatica, come detto, si compone di tre libri: il primo tratta delle otto parti del discorso; il secondo di unità linguistiche, come lettere e sillabe, di questioni di prosodia e di stile, ma anche dei principi elementari della grammatica; il terzo è dedicato alla poesia e alla metrica e risulta interessante perché, di fatto, contiene estratti della prefazione del De poetis di Svetonio.

## Edizioni
- (LA) Diomedes, Artis grammaticae libri III, in Henricus Keilius (a cura di), Grammatici Latini, vol. 1, Lipsiae, in aedibus B.G. Teubneri, 1857,  pp. 297-529.